# Vikornes norra kontrakt

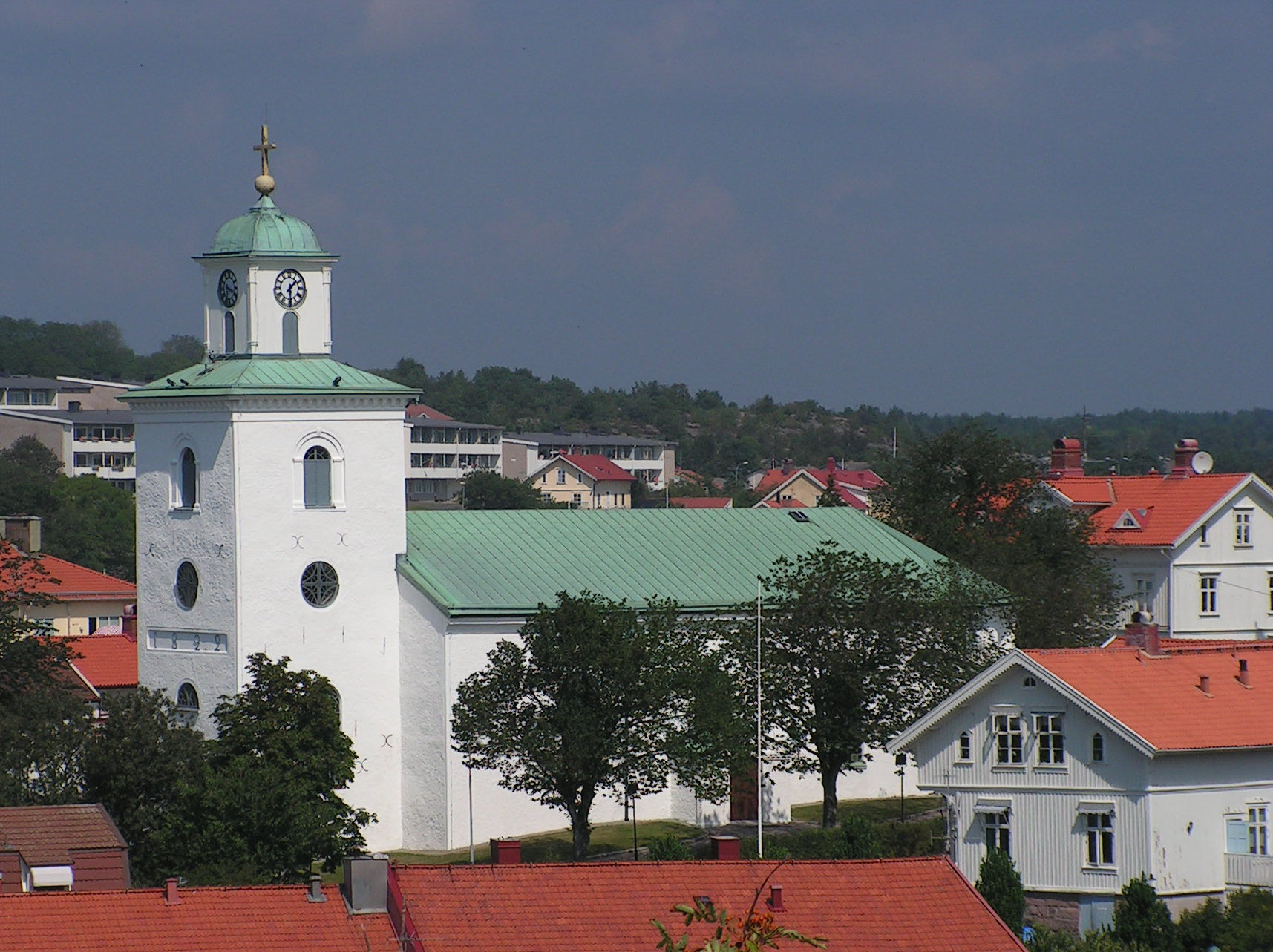
Strömstads kyrka

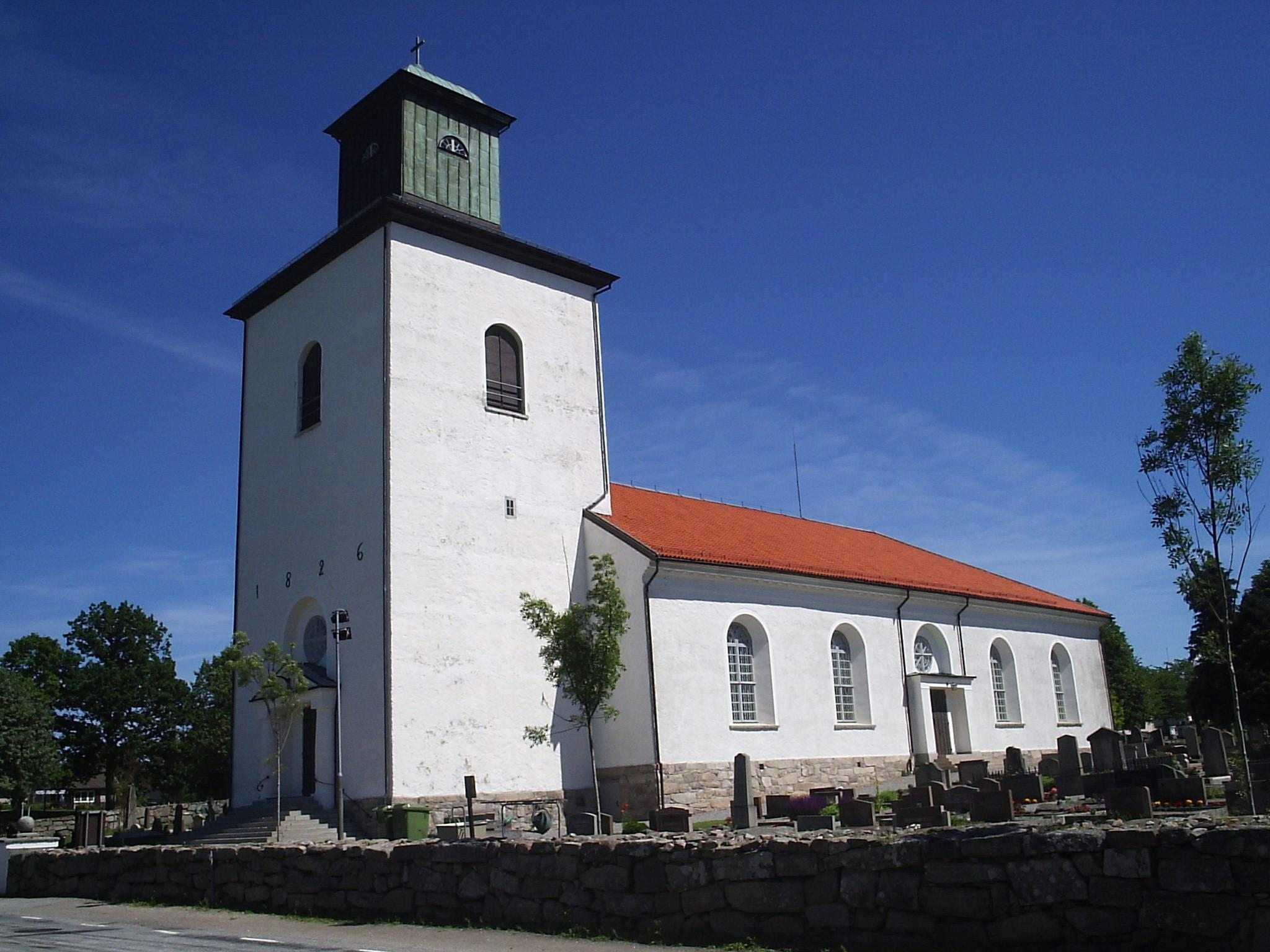
Tanums kyrka

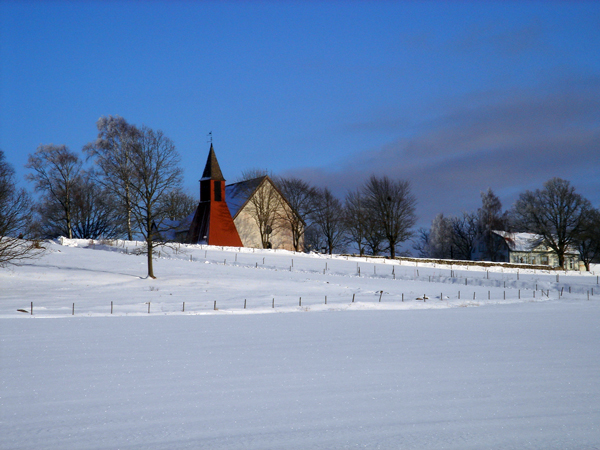
Naverstads kyrka

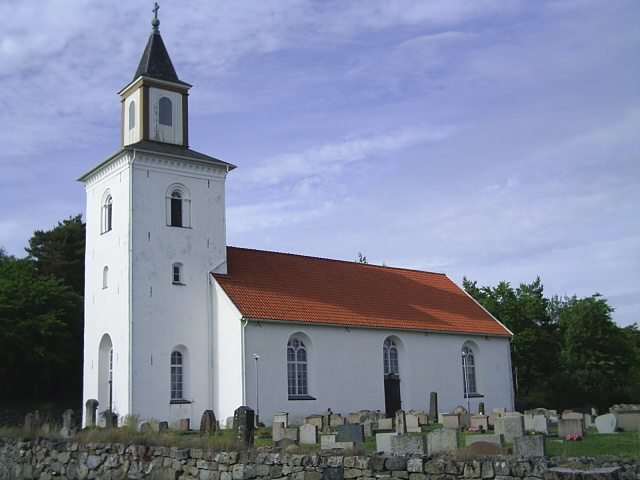
Tjärnö kyrka

Vikornes norra kontrakt var fram till 1 april 2007 ett kontrakt i Göteborgs stift i nordligaste Bohuslän och därmed det västligaste kontraktet i Sverige. 1 april 2007 trädde ett beslut i kraft varigenom Vikornes södra kontrakt slogs ihop med Vikornes norra kontrakt. Det nybildade kontraktet fick då namnet Norra Bohusläns kontrakt.

## Namnet
Namnet Vikornes är en gammal förändrad genitivform av det gamla norska landskapsnamnet Viken. Ordet vik (isländska: vík) var femininum och av stammen rotnomina (utan ändelsevokal, rotnomina saknade ändelsevokal i stammen). Därför böjdes vik i genitiv vikr och på modern isländska víkur, i bestämd form vikrinnar respektive víkurinnar.

## Geografisk omfattning och indelningsändringar
Kontraktets område omfattade Tanums och Strömstads kommuner. Det motsvarade Kville, Tanums, Bullarens och Vette härader, det sistnämnda inklusive Strömstads stad. — Historiskt fram till och med 1960-talet tillhörde de tre församlingarna i Kville härad Vikornes södra kontrakt, men de överfördes senare till Vikornes norra kontrakt.

### Församlingar, pastorat, kommuner och härader som ingått i kontraktet
Kontraktet, som bildades 1859 genom en uppdelning av Vikornes kontrakt, omfattade följande pastorat och församlingar i dessa två kommuner:
1) Tanums kommun:
- Kville pastorat
  - Kville församling
  - Bottna församling
  - Svenneby församling
  - Fjällbacka församling (1995 utbrytning ur Kville församling)
- Tanums pastorat
  - Tanums församling
  - Lurs församling
  - Naverstad-Mo församling (sammanslagning 2002 av Mo och Naverstads församlingar

2) Strömstads kommun:
- Strömstads pastorat
  - Strömstads församling
  - Skee-Tjärnö församling (sammanslagning 2006 av Skee församling och Tjärnö församling; Kosteröarna med Kosters kyrka i Tjärnö församling tillföll dock Strömstads församling)
  - Idefjordens församling (sedan 2001 en sammanslagning av Näsinge, Hogdals och Lommelands församlingar)

### Tabell över församlingar, pastorat, kommuner och härader i kontraktet
| Nr | Församling | Pastorat            | Kommun            | Härad           |
| -- | --- | ------------------- | ----------------- | --------------- |
| 1  | Kville församling | Kville pastorat     | Tanums kommun     | Kville härad    |
| 2  | Bottna församling | Kville pastorat     | Tanums kommun     | Kville härad    |
| 3  | Svenneby församling | Kville pastorat     | Tanums kommun     | Kville härad    |
| 4  | Fjällbacka församling (1995 utbrytning ur Kville församling) | Kville pastorat     | Tanums kommun     | Kville härad    |
| 5  | Tanums församling | Tanums pastorat     | Tanums kommun     | Tanums härad    |
| 6  | Lurs församling | Tanums pastorat     | Tanums kommun     | Tanums härad    |
| 7  | Naverstad-Mo församling (sammanslagning 2002 av Mo och Naverstads församlingar)                                                                                              | Tanums pastorat     | Tanums kommun     | Bullarens härad |
| 8  | Strömstads församling | Strömstads pastorat | Strömstads kommun | Vette härad     |
| 9  | Skee-Tjärnö församling (sammanslagning 2006 av Skee församling och Tjärnö församling; Kosteröarna med Kosters kyrka i Tjärnö församling tillföll dock Strömstads församling) | Strömstads pastorat | Strömstads kommun | Vette härad     |
| 10 | Idefjordens församling (sedan 2001 en sammanslagning av Näsinge, Hogdals och Lommelands församlingar)                                                                        | Strömstads pastorat | Strömstads kommun | Vette härad     |

### Webbkälla
- Exceltabell som publicerades på Göteborgs stifts hemsida våren och sommaren 2007.
- post om kontraktet i Riksarkivet

### Not
1. ↑  Nordisk familjebok 1955, band 22, spalt 286.